# Paradoxurus niger
Espèce
Paradoxurus niger est une espèce de mammifères viverridés. Il s'agirait d'une sous-espèce de la civette palmiste Paradoxurus hermaphroditus.